# Чинури
Чинури (груз. ჩინური) — технический (винный) сорт винограда, используемый для производства янтарных (оранжевых) и белых вин в Грузии (где является автохтонным).
Культивируется в регионе Картли (Мухрани, Атени, Каспи) и (в гораздо меньших количествах) в Кахетии (Гурджаани и Телави), в Имерети (Вани) и в Абхазии (Гудаута).
Происхождение названия туманно: по одной из версий название происходит от грузинского слова «чини», что означает «жёлто-зелёный», по другой от грузинского слова «чинебули», что означает «лучший, великолепный, прекрасный».
Кусты отличаются довольно сильным ростом, выше среднего уровня. Листья у этого сорта среднего размера, по форме округлые, чаще всего разделены на пять лопастей, реже встречаются трехлопастные. Листовая пластина глубокая, чашевидная (широковоронковидная), иногда бывает желобчатой с лопастями, приподнятыми кверху. С нижней стороны листья имеют легкое опушение в виде короткого щетинистого пушка. Выемка у основания листа (черешковая) обычно открытая, сводчатой формы с острым «дном», реже встречается лировидная с закругленным или плоским дном. Цветки обоеполые, что способствует хорошему опылению. Грозди вырастают крупными, по форме чаще всего цилиндрические или цилиндроконические, обычно с «крыльями» (боковыми ответвлениями), и могут быть как плотно упакованными ягодами, так и более рыхлыми. Сами ягоды среднего размера, овальной формы. Их цвет зеленовато-желтый, поверхность покрыта мелкими темно-красными точками и заметным восковым налетом. Кожица на ягодах тонкая. Мякоть внутри мясистая и сочная. Побеги у сорта вызревают хорошо. Чинури относится к сортам средне-позднего срока созревания. Вегетационный период от распускания почек весной до полной зрелости ягод в среднем занимает 168 дней, и для этого ему требуется сумма активных температур около 3240 °C. Урожайность сорта стабильная и составляет примерно 60-70 центнеров с гектара. Важное достоинство чинури — его сравнительно высокая устойчивость к распространенным грибковым болезням винограда.
Используется для производства тихих и игристых вин, которые отличаются высокой кислотностью. Иногда используют в купаже с Ркацители, Алиготе или Горули Мцване. В последнем случае производят игристые вина, которые обладают ещё большей кислотностью, чем вина, сделанные из сортов по отдельности.